# RepRap

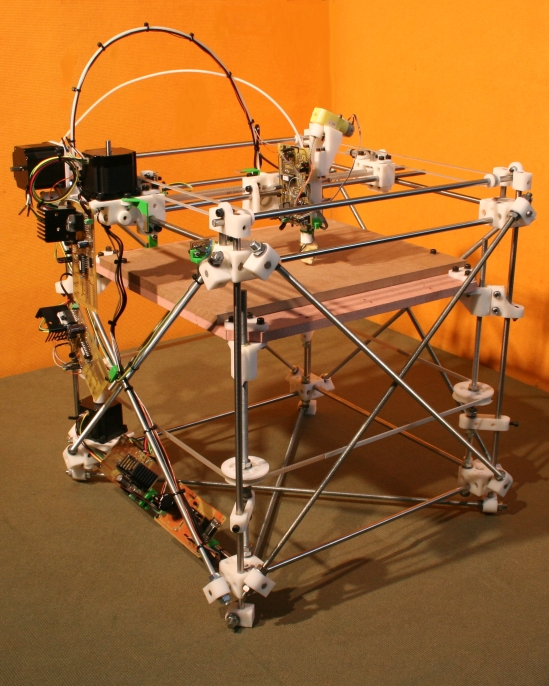
RepRap 1.0 (Darwin)

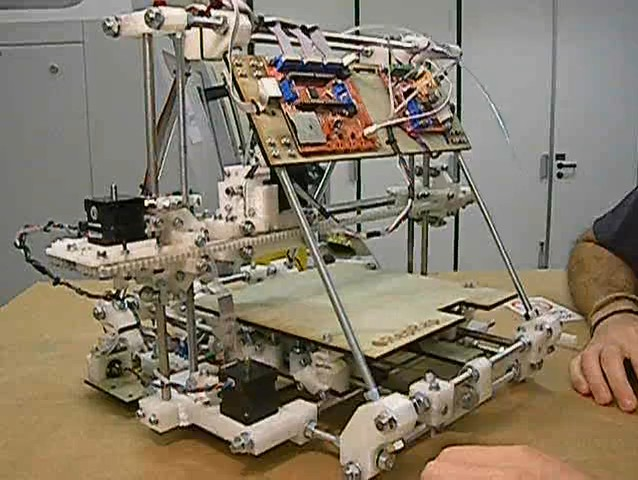
RepRap 2.0 (Mendel)

Проект RepRap (от англ. Replicating Rapid Prototyper — самовоспроизводящийся механизм для быстрого изготовления прототипов) — инициатива, направленная на создание самокопирующегося устройства, которое может быть использовано для быстрого прототипирования и производства. Устройство RepRap представляет собой 3D-принтер, способный создавать объемные изделия на основе моделей, сгенерированных компьютером. Одной из целей проекта является «самокопирование», определяемое авторами как способность аппарата воспроизводить компоненты, необходимые для создания другой версии себя. Аппарат представляет собой разработку с общедоступными наработками.
Благодаря способности аппарата к самовоспроизводству авторы считают возможным дёшево распределять аппараты между людьми и сообществами, позволяя им создавать (или скачивать из Интернета) сложные продукты и артефакты без необходимости создания дорогой производственной инфраструктуры. Дальнейшее развитие, по мнению авторов, будет носить эволюционный характер вкупе с возможностью экспоненциально увеличивать число изготовленных устройств. Планируется, что проект станет одной из «прорывных технологий» наравне с персональным компьютером и интегральными микросхемами.
Заявленная цель проекта — не столько создание самокопирующегося устройства, сколько возможность дать людям, независимо от местоположения и с минимальными затратами, настольную производственную систему, которая позволит производить многие вещи, используемые в повседневной жизни. Вирусная природа самокопирования также может вызвать экспоненциальный рост и сдвиг парадигмы в дизайне и производстве потребительских товаров: от завода-производителя патентованной продукции к человеку-производителю непатентованных товаров с открытыми спецификациями. При этом акцент транспортировки переместится с доставки готовых товаров потребителю на поставку ему сырья для изготовления нужных предметов.
Раскрытие производственного дизайна и производственных возможностей для человека значительно снизит время для инновационных улучшений продуктов и поддержки значительно большего разнообразия нишевых товаров, чем может себе позволить фабричное производство.

## Хронология
RepRap был основан в 2005 году доктором Адрианом Боуэром, преподавателем машиностроения в университете Бата в Великобритании.
- 23 марта 2005 — запуск блога RepRap.
- лето 2005 — получено финансирование для начальной разработки в университете Бата от Совета по инженерным и естественнонаучным исследованиям Великобритании (англ. Engineering and Physical Sciences Research Council).
- 13 сентября 2006 года прототип RepRap 0.2 успешно напечатал первую собственную деталь, которая впоследствии была использована для замещения идентичной детали устройства, изначально созданной коммерческим трёхмерным принтером.
- 9 февраля 2008 года RepRap 1.0 «Дарвин» воспроизвёл более половины собственных деталей, изначально изготовленных другим способом. В рамках проекта был произведён примерно 1 километр 3-мм поликапролактоновой нити, подходящей для использования в следующей модели экструдеров, используемых в нескольких действующих и почти действующих прототипах аппарата. Использование полученной нити позволило создать бо́льшие артефакты, а также позволило тестировать системы-кандидаты в течение часов, а не дней, как было ранее из-за ограниченного количества нити, произведённой вручную.
- 14 апреля 2008 года RepRap напечатал, вероятно, первый потребительский предмет: зажим для крепления iPod на панели Ford Fiesta.
- 29 мая 2008 года «дочерний» аппарат в начальные несколько минут «жизни» создал первую деталь для «внучатой» копии. Это произошло в университете Бата в Великобритании.
- 23 сентября 2008 года появилось сообщение о том, что было создано по меньшей мере 100 копий в разных странах мира. Точное число машин неизвестно[2].
- 30 ноября 2008 года — первая задокументированная репликация «в природе». Вэйд Борц (англ. Wade Bortz) стал первым пользователем за пределами команды разработчиков, напечатавшим полный набор деталей для другого человека[3].
- 19 апреля 2009 года RepRap впервые напечатал работающую электрическую цепь. Созданная печатная плата сразу же была интегрирована в станок, который её напечатал.[4].
- 2 октября 2009 года принтер второго поколения, названный «Mendel», печатает свою первую часть. Форма Менделя больше напоминает треугольную призму, нежели куб.
- 13 октября 2009 года был создан RepRap 2.0 «Mendel»[5].
- 27 января 2010 года Foresight Institute учредил премию «Kartik M. Gada Humanitarian Innovation Prize» за разработку и создание улучшенного RepRap. Есть две премии, одна на сумму 20 000 $, а другая — на 80 000 $[6]. Управление премиями позже было передано Humanity+[7].
- 31 августа 2010 года третье поколение получило название «Huxley». Разработка основана на миниатюрной версии «Mendel» с печатающей областью размером 30 % от оригинала[8].

## Материалы
Философия проекта подразумевает использование материалов, максимально приближенных к конечному пользователю, поэтому фокус исследований смещён к биоразлагаемым пластикам, таким как PLA (полимер на основе молочной кислоты). Целью проекта является достижение максимально возможного самовоспроизведения, что расставляет приоритеты современного развития в пользу токопроводящих материалов.
RepRap версии 1.0 для изготовления предметов используются полимеры:
- термопластики, плавящиеся при высокой температуре: PCL, HDPE, PLA, ABS, PP;
- дюропластики, неспособные расплавляться после застывания.

В версии 1.1 дополнительно используются:
- материалы-наполнители: мраморная пыль, тальк.

Предлагается использовать в модели 2.0 и последующих:
- цементы;
- керамики;
- проводники: сплав Вуда, сплав Филдса[англ.], сплав Розе, галинстан, сплавы индия и висмута;
- съедобные материалы: шоколад, сахарная пудра, сыры;
- гибкие материалы: латекс и силиконы;
- драгоценные металлы: Precious Metal Clay — глины с высоким содержанием серебра или золота.

## Типы возможных инструментов
В будущем планируется использовать ряд наконечников, помимо уже используемого экструдера пластика. Это позволит работать с широким спектром материалов и в дальнейшем повысит способность устройства к самокопированию. Так, большинство инструментов нацелено на автоматизацию создания печатных плат, управляющих устройством:
- экструдер материала-наполнителя (создание артефактов сложной структуры);
- наконечник для рисования (создание масок для печатных плат);
- бормашинка (сочетание аддитивного и субстрактного моделирования);
- лазер (маркирование, работа с тугоплавкими металлами);
- механизированные шприцы (паяльная паста, сплав Филдса, воск и т. д.);
- паяльник;
- манипулятор (размещение деталей на плате).